# 1978-as labdarúgó-világbajnokság-selejtező (UEFA – 8. csoport)
Az 1978-as labdarúgó-világbajnokság európai 8. selejtezőcsoportjának mérkőzéseit, és a csoport végeredményét tartalmazó lapja. A csoportban körmérkőzéses, oda-visszavágós rendszerben játszottak egymással a labdarúgó-válogatottak. A selejtezőket 1976. október 10. és 1977. november 30. között rendezték. A csoport győztese automatikus résztvevője lett az 1978-as labdarúgó-világbajnokságnak.
A csoportban Jugoszlávia, Románia és Spanyolország szerepelt.
Spanyolország jutott ki az 1978-as világbajnokságra.

## Tabella
| Hely. | Csapat        | M | Gy | D | V | G+ | G– | Gk | P | Továbbjutás                          |     | Spanyolország | Románia | Jugoszlávia |
| ----- | ------------- | - | -- | - | - | -- | -- | -- | - | ------------------------------------ | --- | ------------- | ------- | ----------- |
| 1.    | Spanyolország | 4 | 3  | 0 | 1 | 4  | 1  | +3 | 6 | Kijutott az 1978-as világbajnokságra |     | —             | 2–0     | 1–0         |
| 2.    | Románia       | 4 | 2  | 0 | 2 | 7  | 8  | −1 | 4 |                                      |     | 1–0           | —       | 4–6         |
| 3.    | Jugoszlávia   | 4 | 1  | 0 | 3 | 6  | 8  | −2 | 2 |                                      | 0–1 | 0–2           | —       |             |

## Mérkőzések
| 1976. október 10. |

| Spanyolország        | 1 – 0       | Jugoszlávia |
| -------------------- | ----------- | ----------- |
| Pirri 86' (11-esből) | Jegyzőkönyv |             |

| Estadio Ramón Sánchez-Pizjuán, Sevilla Nézőszám: 19 217 Játékvezető: Palotai Károly (magyar) |

| 1977. április 16. |

| Románia           | 1 – 0       | Spanyolország |
| ----------------- | ----------- | ------------- |
| Benito 5' (öngól) | Jegyzőkönyv |               |

| Ghencea, Bukarest Nézőszám: 18 500 Játékvezető: John Gordon (skót) |

| 1977. május 8. |

| Jugoszlávia | 0 – 2       | Románia                         |
| ----------- | ----------- | ------------------------------- |
|             | Jegyzőkönyv | D. Georgescu 37' Iordănescu 44' |

| Maksimir Stadion, Zágráb Nézőszám: 45 000 Játékvezető: Menáhém Askenází (izraeli) |

| 1977. október 26. |

| Spanyolország     | 2 – 0       | Románia |
| ----------------- | ----------- | ------- |
| Leal 75' Cano 83' | Jegyzőkönyv |         |

| Vicente Calderón, Madrid Nézőszám: 40 000 Játékvezető: Robert Wurtz (francia) |

| 1977. november 13. |

| Románia                                         | 4 – 6       | Jugoszlávia                                                |
| ----------------------------------------------- | ----------- | ---------------------------------------------------------- |
| Vígh 2' Iordănescu 40' Bölöni 43' Georgescu 67' | Jegyzőkönyv | Sušić 14' 51' 62' Mužinić 18' Trifunović 79' Filipović 84' |

| Augusztus 23 Stadion, Bukarest Nézőszám: 35 000 Játékvezető: Alfred Delcourt (belga) |

| 1977. november 30. |

| Jugoszlávia | 0 – 1       | Spanyolország |
| ----------- | ----------- | ------------- |
|             | Jegyzőkönyv | Cano 71'      |

| Crvene Zvezda Stadion, Belgrád Nézőszám: 66 285 Játékvezető: Kenneth Burns (angol) |

## Góllövőlista
|  |  |